# Baby Bash

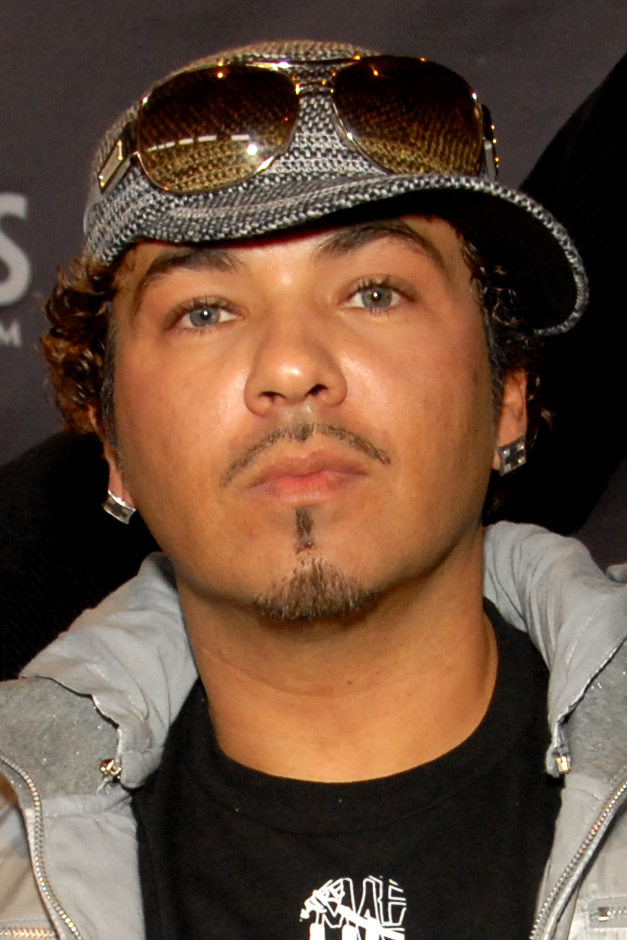
Baby Bash (2010)

Baby Bash (* 15. November 1975 in Vallejo, Kalifornien; auch Baby Beesh; bürgerlich Ronald Ray Bryant) ist ein US-amerikanischer Rapper.

## Biografie
Er ist Sohn einer mexikanischen Mutter und eines US-amerikanischen Vaters und vertritt das Latin-Genre. Sein Interesse für Musik stieg erheblich, als er beschloss, nach Houston (Texas) zu ziehen. Gemeinsam mit dem Rapper South Park Mexican wirkte er in verschiedenen Rap-Kombos mit, bevor er im Jahre 2001 sein Debütalbum Savage Dreams herausbrachte. In Deutschland gelang ihm erst 2003, zusammen mit Frankie J, mit dem Song Suga Suga der Durchbruch. Sein 2005 veröffentlichtes Album Super Saucy brachte es auf Platz 11 der US-amerikanischen Albumcharts.

## Diskografie

### Studioalben
| Jahr | Titel                     | Höchstplatzierung, Gesamtwochen, AuszeichnungChartplatzierungen (Jahr, Titel, Platzierungen, Wochen, Auszeichnungen, Anmerkungen) | Höchstplatzierung, Gesamtwochen, AuszeichnungChartplatzierungen (Jahr, Titel, Platzierungen, Wochen, Auszeichnungen, Anmerkungen) | Anmerkungen                              |
| Jahr | Titel                     | DE | US | Anmerkungen                              |
| ---- | ------------------------- | --- | --- | ---------------------------------------- |
| 2001 | Savage Dreams             | — | — | Erstveröffentlichung: 19. Juni 2001      |
| 2002 | On tha Cool               | — | — | Erstveröffentlichung: 11. Juni 2002      |
| 2003 | The Smokin’ Nephew        | DE92 (3 Wo.)DE | US48 Platin · (26 Wo.)US | Erstveröffentlichung: 23. September 2003 |
| 2005 | Super Saucy               | — | US11 (11 Wo.)US | Erstveröffentlichung: 15. März 2005      |
| 2007 | Cyclone                   | — | US30 (6 Wo.)US | Erstveröffentlichung: 30. Oktober 2007   |
| 2011 | Bashtown                  | — | — | Erstveröffentlichung: 22. März 2011      |
| 2013 | Unsung                    | — | — | Erstveröffentlichung: 17. Dezember 2013  |
| 2014 | Ronnie Rey All Day        | — | — | Erstveröffentlichung: 18. November 2014  |
| 2016 | Don‘t Panic, It’s Organic | — | — | Erstveröffentlichung: 11. November 2016  |

### Kompilationen
- 2000: What’s Really! Game One
- 2002: Get Wiggy!
- 2003: The Untimate Cartel
- 2004: Menage a Trois
- 2004: So Quick...Like a Heist

### Singles
| Jahr | Titel Album                       | Höchstplatzierung, Gesamtwochen, AuszeichnungChartplatzierungen (Jahr, Titel, Album, Platzierungen, Wochen, Auszeichnungen, Anmerkungen) | Höchstplatzierung, Gesamtwochen, AuszeichnungChartplatzierungen (Jahr, Titel, Album, Platzierungen, Wochen, Auszeichnungen, Anmerkungen) | Höchstplatzierung, Gesamtwochen, AuszeichnungChartplatzierungen (Jahr, Titel, Album, Platzierungen, Wochen, Auszeichnungen, Anmerkungen) | Höchstplatzierung, Gesamtwochen, AuszeichnungChartplatzierungen (Jahr, Titel, Album, Platzierungen, Wochen, Auszeichnungen, Anmerkungen) | Höchstplatzierung, Gesamtwochen, AuszeichnungChartplatzierungen (Jahr, Titel, Album, Platzierungen, Wochen, Auszeichnungen, Anmerkungen) | Anmerkungen                                                                   |
| Jahr | Titel Album                       | DE | AT | CH | UK | US | Anmerkungen                                                                   |
| ---- | --------------------------------- | --- | --- | --- | --- | --- | ----------------------------------------------------------------------------- |
| 2003 | Suga Suga The Smokin’ Nephew      | DE4 Gold · (16 Wo.)DE | AT8 (17 Wo.)AT | CH2 (26 Wo.)CH | UK— SilberUK | US7 ×4Vierfachplatin · (33 Wo.)US | Erstveröffentlichung: 21. Juli 2003 feat. Frankie J                           |
| 2004 | Shorty Doowop The Smokin’ Nephew  | DE23 (20 Wo.)DE | AT57 (3 Wo.)AT | CH36 (9 Wo.)CH | — | — | Erstveröffentlichung: 17. Februar 2004 feat. Tiffany Villarreal & Russell Lee |
| 2004 | Obsesión Reflections of the South | DE5 (16 Wo.)DE | AT2 (15 Wo.)AT | CH7 (15 Wo.)CH | — | — | Erstveröffentlichung: 9. August 2004 3rd Wish feat. Baby Bash                 |
| 2005 | Obsesión (Si es amor) The One     | — | — | — | UK15 (6 Wo.)UK | — | Erstveröffentlichung: 10. Januar 2005 Frankie J feat. Baby Bash               |
| 2005 | Baby I’m Back Super Saucy         | — | — | — | — | US19 Gold · (25 Wo.)US | Erstveröffentlichung: 18. Januar 2005 feat. Akon                              |
| 2007 | Cyclone                           | — | — | — | — | US7 ×2Doppelplatin + Platin (Mastertone) · (30 Wo.)US                                                                                    | Erstveröffentlichung: 28. September 2007 feat. T-Pain                         |
| 2008 | What Is It Cyclone                | — | — | — | — | US57 (12 Wo.)US | Erstveröffentlichung: 4. Januar 2008 feat. Sean Kingston                      |

Weitere Singles
- 2007: Wild Out (Chooo Hooo) (Savage feat. Angel Dust & Baby Bash)
- 2014: Low-Key (feat. Ty Dolla Sign)

## Auszeichnungen für Musikverkäufe
| Goldene Schallplatte - Brasilien - 2024: für die Single Baby I’m Back - Neuseeland - 2009: für die Single Wild Out (Chooo Hooo) | Platin-Schallplatte - Australien - 2004: für die Single Suga Suga - Neuseeland - 2004: für die Single Suga Suga |

Anmerkung: Auszeichnungen in Ländern aus den Charttabellen bzw. Chartboxen sind in ebendiesen zu finden.
| Land/RegionAuszeichnungen für Musikverkäufe (Land/Region, Auszeichnungen, Verkäufe, Quellen) | Silber  | Gold     | Platin       | Verkäufe  | Quellen                   |
| -------------------------------------------------------------------------------------------- | ------- | -------- | ------------ | --------- | ------------------------- |
| Australien (ARIA)                                                                            | —       | —        | Platin1      | 70.000    | aria.com.au               |
| Brasilien (PMB)                                                                              | —       | Gold1    | —            | 30.000    | pro-musicabr.org.br       |
| Deutschland (BVMI)                                                                           | —       | Gold1    | —            | 150.000   | musikindustrie.de         |
| Neuseeland (RMNZ)                                                                            | —       | Gold1    | Platin1      | 17.500    | aotearoamusiccharts.co.nz |
| Vereinigte Staaten (RIAA)                                                                    | —       | Gold1    | 8× Platin8   | 8.500.000 | riaa.com                  |
| Vereinigtes Königreich (BPI)                                                                 | Silber1 | —        | —            | 200.000   | bpi.co.uk                 |
| Insgesamt                                                                                    | Silber1 | 4× Gold4 | 10× Platin10 |           |                           |